# インピーダンス・アナライザ
インピーダンス・アナライザとは、インピーダンスをテスト周波数の関数として測定する電子計測器機器の一種。
インピーダンスは、主に電気回路、電子回路、電子部品およびそれらの部品の製造に使用される材料などを、特徴づけるために使用される重要なパラメータである。インピーダンス分析は、生体組織、食品、地質サンプルなど、誘電性質を示す材料を特徴付けるために使用することもできる。
インピーダンスアナライザには主に三つの測定方法があり、幅広い周波数の幅広いインピーダンスを測定することができる。

## 動作

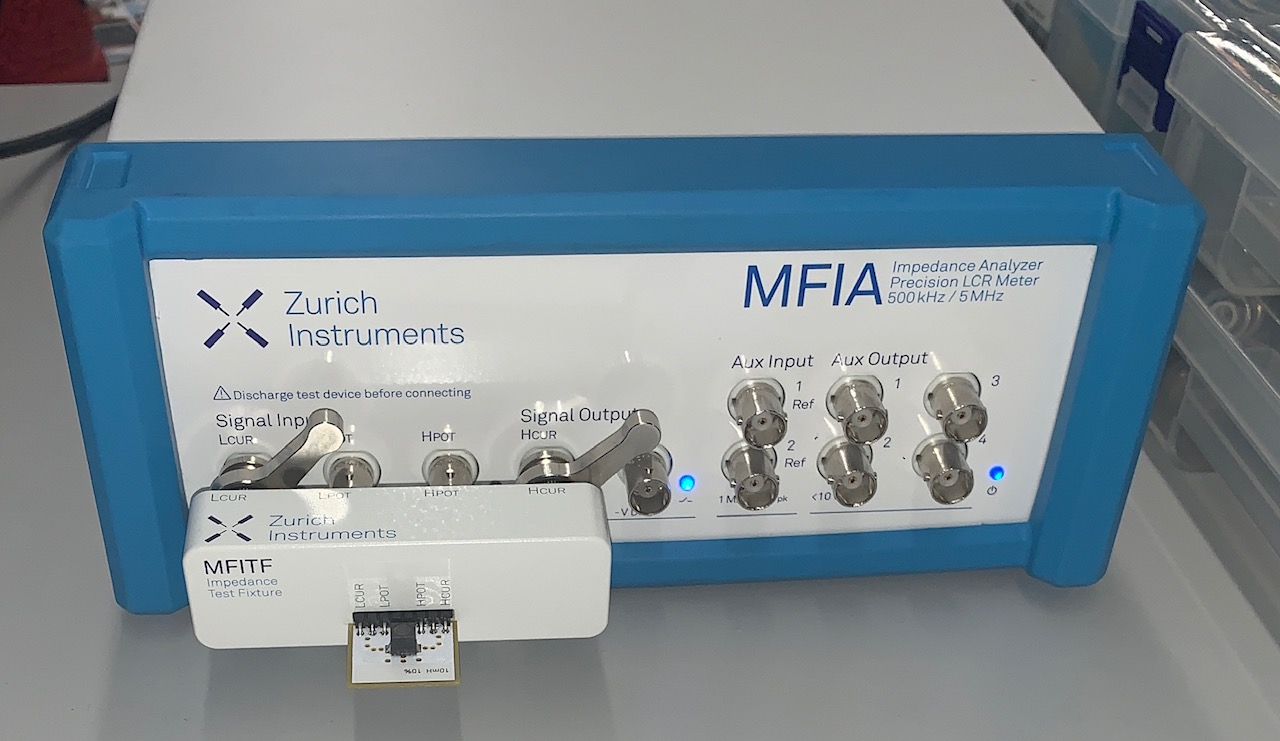
テストフィクスチャを取り付けた I-V測定法によるコンピュータ制御のインピーダンス・アナライザ

インピーダンス・アナライザは、測定周波数を変化させながら、テスト対象のデバイスに印加される電流および電圧の位相測定を行う。インピーダンスアナライザの主な仕様には、周波数範囲、インピーダンス範囲、インピーダンス精度、位相角精度がある。その他の仕様として、電圧および電流バイアスを印加する機能、測定速度 などがある。
インピーダンス・アナライザは、たとえば最大0.05％の基本精度といった非常に正確なインピーダンス測定を、µHz〜GHzの周波数測定範囲で行うことができる。インピーダンス値はµΩからTΩといった広範囲の測定が行え、位相角の精度は10ミリ度のオーダーである。また測定されたインピーダンスの絶対値、実数部と虚数部、および電圧と電流の間の位相差から、コンダクタンス、インダクタンス、静電容量といったインピーダンスパラメータを等価回路モデルに基づいて計算し表示することもできる。
LCRメータは、インピーダンス測定機能も備えており、インピーダンス・アナライザーと同等の精度での測定が可能であるが、周波数範囲低いものが多い。 またLCRメータの測定周波数は、通常、固定されており、グラフィカルに表示することはできない。
| 測定方法                   | 周波数範囲     | インピーダンス範囲 | 基本精度 |
| -------------------------- | -------------- | ------------------ | -------- |
| I-V（直流-電圧）測定法     | 1 µHz〜50 MHz  | 10 µΩ〜100 TΩ      | 0.05％   |
| 自動平衡ブリッジ           | 20 Hz〜120 MHz | 10 mΩ〜100 MΩ      | 0.05％   |
| RF-IV（RF電流-電圧）測定法 | 1 MHz〜3 GHz   | 100 mΩ〜100 kΩ     | 1％      |

4番目の測定手法であるベクトルネットワークアナライザ（VNA）は、別の種類の機器と見なすこともできる。VNAもインピーダンスを測定できるが、通常、インピーダンス・アナライザーと比較して桁違いに、周波数が高く、精度が低い。 

## リアクタンス・チャート
多くのインピーダンス・アナライザでは、機器の精度を示すリアクタンスチャートが付属しており、所定の周波数での容量性リアクタンスX C及び誘導リアクタンスX Lでのリアクタンス値と、機器の精度をチャート上で確認できる。これによりユーザーは特定の周波数とリアクタンスに対して、どのような精度が期待できるかをすばやく確認することができる。